# Норик підземний
Норик підземний (Terricola subterraneus, або Microtus (Terricola) subterraneus)) — вид гризунів (Rodentia) родини щурових (Arvicolidae).

## Поширення
Поширений і численний вид. Він займає широкий спектр середовищ існування, включаючи листяні і хвойні ліси, луки і пасовища і скелясті райони у високих горах. Добре переносить як сухі, так і вологі умови і не стикається з відомими загрозами. Зустрічається в охоронних районах по всьому ареалу. Terricola subterraneus мешкає в основному в Європі, де він займає центральні райони від атлантичного узбережжя Франції до європейської частини Росії і Балканського півострова. Ізольовані популяції знаходяться в Естонії і біля Санкт-Петербурга. За межами Європи, його діапазон простирається в західну частину Малої Азії (Туреччина). Існують записи цього виду від рівня моря до 2300 м. Країни поширення: Албанія, Австрія, Білорусь, Бельгія, Боснія і Герцеговина, Болгарія, Хорватія, Чехія, Естонія, Франція, Німеччина, Греція, Угорщина, Італія, Ліхтенштейн, Люксембург, Північна Македонія, Хорватія, Молдова, Чорногорія, Нідерланди, Польща, Румунія, Росія, Сербія, Словаччина, Словенія, Швейцарія, Туреччина, Україна.

## Зовнішність
Голова і тіло довжиною 77–105 мм, хвіст довжиною 24–40 мм, довжина задніх ступнів від 13,0 до 16,1 мм, а довжина вуха 7–10 мм. Тварини важать 13–23 грами. Хутро м'якше і щільніше, верх буро-сірий, низ білий.

## Спосіб життя
Terricola subterraneus живуть в колоніях і є як денними так і нічними тваринами. Відтворення відбувається з березня або квітня по листопад. Вагітність триває приблизно 21 день. Народжується 1—4, в середньому 2—3 дитинча. Новонароджені важать близько 2 гр, їх очі відкриваються у віці 11-12 днів, у близько три тижні молодь стає незалежною і у віці трьох місяців статевозрілою. Тривалість життя в неволі не більше 34 місяців.